# Sarcotrochila alpina
Sarcotrochila alpina är en svampart som först beskrevs av Karl Wilhelm Gottlieb Leopold Fuckel, och fick sitt nu gällande namn av Franz Xaver von Höhnel 1917. Sarcotrochila alpina ingår i släktet Sarcotrochila och familjen Hemiphacidiaceae.   Inga underarter finns listade i Catalogue of Life.